# Харламенко, Анна Харлампиевна
Анна Харлампиевна Харламенко (молд. Ana Harlamenco; род. 15 июля 1960, Комрат) — гагаузская журналистка и молдавский политик, председатель Народного собрания Гагаузии с 2008 по 2012 год.

## Биография
Родилась 15 июля 1960 года в городе Комрат. После окончания средней школы уехала в Кишинёв учиться на курсах Института искусствоведения имени Г. Музическу, а позже училась в Международной академии экономики и права по специальности «журналистика».
После окончания факультета с 1984 по 1989 год работала журналистом-корреспондентом газеты «Ленинское слово» (Cuvântul leninist). С ростом стремления гагаузов к суверенитету стала директором телеканала «Gagauz TV», возглавляя его с 1990 по 2000 года. Параллельно с 1996 по 1998 год занимала должность пресс-секретаря исполкома Гагаузии.
В 2001—2006 годах преподавала в Комратском государственном университете. В этот период она также занимала должность заместителя директора Комратской спортивной средней школы (2002—2003) и заместителя директора Управления молодежи и спорта Гагаузии (2003—2004). С 2005 года занимала должность главного редактора газеты «Capitala Comrat». В 2007 году она была выбрана лучшим журналистом Республики Молдова.
На выборах 16 марта 2008 года баллотировалась как независимый кандидат в Народное Собрание Гагаузии по избирательному округу Комрата, набрав в первом туре 1009 голосов (43,38%) против основной партии. Во втором туре голосования 30 марта 2008 года набрала 1423 голоса (62,22%), тогда как за Бориса Новака проголосовали только 864 избирателя (37,78%).
После четырёх пропущенных выборов на должность председателя Народного собрания в результате перегруппировки депутатов 31 июля 2008 года все 30 депутатов собрания, присутствовавшие на заседании, избрали депутатом Анну Харламенко в должность председателя Народного Собрания Гагаузии, на одну из двух должностей заместителя председателя был избран Демьян Карасени от коммунистов, а на вторую — депутат Елена Коваленко от движения «Равноправие».
Ранее она уже дважды избиралась с 18 голосами за, но лидер фракции коммунистов Демьян Карасени вместе со своими 16 сторонниками не признавал её избрание. Депутаты-коммунисты считали Карасени председателем, избранным большинством голосов 12 июля 2008 года, однако позже это решение было пересмотрено, поскольку несколько бюллетеней были признаны недействительными.